# Симчук, Михаил Константинович
Михаил Константинович Симчук (укр. Михайло Костянтинович Сімчук; род. 6 декабря 2002, Киев) — украинский хоккеист, нападающий киевского «Сокола».

## Биография
Михаил Симчук родился 6 декабря 2002 года в Киеве.
Занимался хоккеем с шайбой в киевском «Соколе».
В сезоне-2018/18 выступал за молодёжную команду «Белого Барса» из Белой Церкви, провёл 28 матчей, набрал 21 (7+14) очков, став чемпионом страны среди молодёжи. В том же сезоне дебютировал в чемпионате Украины, забросив 2 шайбы в 3 матчах. В сезоне-2019/20 закрепился в главной команде, провёл 22 матча, набрал 9 (2+7) очков.
С 2020 года играет в киевском «Соколе». В сезоне-2020/21 в 33 матчах набрал 8 (4+4) очков, завоевал серебряную медаль чемпионата Украины.
В сезоне-2020/21 дебютировал в сборной Украины, забросив 1 шайбу в 4 матчах.
В 2020 году в составе молодёжной сборной Украины играл в первом дивизионе чемпионата мира в Киеве. В 5 матчах турнира набрал 13 (4+9) очков, став лучшим ассистентом группы и лучшим игроком команды.

## Семья
Отец — Константин Николаевич Симчук (род. 1974), украинский хоккеист, тренер. Играл на позиции вратаря за киевский «Сокол», московские «Спартак», ЦСКА, ХК МВД, уфимский «Салават Юлаев», новосибирскую «Сибирь», магнитогорский «Металлург».